# Erdőtelek, Heves
Erdőtelek  este un sat în districtul Heves, județul Heves, Ungaria, având o populație de 3.434 de locuitori (2011). 

## Demografie
Componența etnică a satului Erdőtelek
     Maghiari (85,36%)
     Romi (14,22%)
     Necunoscut (0,08%)
     Alții (0,34%)
Componența confesională a satului Erdőtelek
     Fără religie (7,89%)
     Reformați (2,24%)
     Necunoscută (89,63%)
     Alte religii (2,1%)
Conform recensământului din 2011, satul Erdőtelek avea 3.434 de locuitori. Din punct de vedere etnic, majoritatea locuitorilor (85,36%) erau maghiari, cu o minoritate de romi (14,22%). Apartenența etnică nu este cunoscută în cazul a 0,08% din locuitori. Nu există o religie majoritară, locuitorii fiind persoane fără religie (7,89%) și reformați (2,24%). Pentru 89,63% din locuitori nu este cunoscută apartenența confesională.